# Jonathan Kuck
Jonathan Kuck, född den 14 mars 1990 i Urbana, Illinois, USA, är en amerikansk skridskoåkare.
Han tog OS-silver i herrarnas lagtempo i samband med de olympiska skridskotävlingarna 2010 i Vancouver.